# Мадагаскарский кустарниковый жаворонок
Мадагаска́рский куста́рниковый жа́воронок (лат. Eremopterix hova) — вид воробьиных птиц из рода Eremopterix семейства жаворонковых (Alaudidae).
Эндемик Мадагаскара. Естественные места обитания этой птицы — сухие саванны и субтропические и тропические сухие кустарники.